# Red Barrels
Red Barrels Inc. es un desarrollador independiente de videojuegos canadiense con sede en Chambly, Quebec, fundado por David Chateauneuf, Hugo Dallaire y Philippe Morin, en junio de 2011.
Morin, Chateauneuf y Dallaire fueron originalmente desarrolladores para Ubisoft Montreal y EA Montreal, pero fundaron la compañía después de la originación de una IP por parte de Dallaire en 2010. Después de partir, la presencia en línea del equipo comenzó en julio de 2012 y un avance del juego fue lanzado en Halloween. El juego finalmente se reveló como Outlast, y se lanzó el 4 de septiembre a las críticas positivas de los críticos y ayudó a reconocer a los desarrolladores de la industria.

## Historia
Philippe Morin, David Chateauneuf y Hugo Dallaire fueron originalmente desarrolladores de videojuegos para Ubisoft Montreal y fueron contratados en 1997-98, con Chateauneuf ayudando a desarrollar Splinter Cell de Tom Clancy, y Morin y Dallaire desarrollando Prince of Persia: The Sands of Time. Eventualmente, Morin dejó Ubisoft en 2009 y trabajó para EA Montreal en 2010 por un concepto original de IP de Dallaire, pero fue cancelado ese mismo año. Sin otras opciones, Morin se fue en enero de 2011 para perseguir Red Barrels.
Después de renunciar, Morin conoció a Chateauneuf y Dallaire después de que el trío dejó sus trabajos, acordando comenzar su propia empresa. Después de una dificultad técnica con una presentación anterior, el grupo adquirió $ 300K en fondos del Fondo de Medios de Canadá durante el año fiscal 2012-2013 y $ 1 millón en el año 2013-2014. El grupo fundó Red Barrels el 4 de julio de 2012, aproximadamente 18 meses después de su renuncia.
El 12 de junio de 2013, el equipo de desarrollo lanzó el modo de juego de Outlast para E3 2013, con la aclamación crítica de críticos y fanáticos. El 12 de julio, Red Barrels obtuvo el acuerdo de licencia para Unreal Engine 3 para desarrollo. El 4 de octubre, la compañía se burló de un próximo juego a través de Twitter. El día 17, Outlast fue anunciado a través de un comunicado de prensa de TriplePoint [14] con el avance completo del juego lanzado en Halloween 2012. El 4 de septiembre de 2013, el juego fue lanzado para Microsoft Windows, para PlayStation 4 el 4 de febrero de 2014. , 18 de junio para Xbox One y OS X y Linux el 31 de marzo de 2015. Poco después de su lanzamiento para PlayStation, el DLC Outlast: Whistleblower fue anunciado el 29 de abril de 2014 y lanzado el 6 de mayo para Windows, Xbox One y PlayStation 4 simultáneamente .
El 23 de octubre, Morin anunció que Outlast 2 estaba en desarrollo y que ya se estaba desarrollando durante un tiempo. Una demo de juego fue lanzada en el PAX East el 22 de abril de 2016 y se instaló de nuevo en el E3 2016 el 15 de junio. El 1 de agosto, Red Barrels retrasó oficialmente el lanzamiento del otoño de 2016 a la primavera de 2017. La compañía declaró:
Tuvimos que tomar una decisión difícil recientemente. Después de sopesar nuestras opciones, hemos decidido posponer el lanzamiento de Outlast 2 hasta el primer trimestre de 2017. Queremos que sepa que escuchamos sus comentarios, que vemos su emoción y sabemos que se preocupa por nuestro trabajo. Nuestra misión como estudio indie es brindarle las mejores experiencias aterradoras y satisfactorias posibles. Es por eso que nos tomamos un poco más de tiempo para asegurarnos de que nuestra visión para Outlast 2 no se vea comprometida de ninguna manera y es la experiencia que usted se merece.
El 18 de julio, la compañía lanzó el primer número de la miniserie cómica The Murkoff Account, que está configurada para cinco cómics que detallan la brecha narrativa entre Outlast y Outlast 2. El segundo número fue lanzado el 1 de septiembre. El tercer número fue lanzado el 4 de noviembre. El cuarto número fue lanzado el 22 de febrero de 2017. Los cómics están escritos por JT Petty y The Black Frog.

## Juegos desarrollados
| Año       | Título                 | Género          | Consolas / dispositivos                                                   |
| --------- | ---------------------- | --------------- | ------------------------------------------------------------------------- |
| 2013-2018 | Outlast                | Survival horror | Microsoft Windows, PlayStation 4, Xbox One, OS X, Linux , Nintendo Switch |
| 2014-2018 | Outlast: Whistleblower | Survival horror | Microsoft Windows, PlayStation 4, Xbox One, OS X, Linux , Nintendo Switch |
| 2017-2018 | Outlast 2              | Survival horror | Microsoft Windows, PlayStation 4, Xbox One , Nintendo Switch              |
| 2018-2023 | The Outlast Trials     | Survival horror | Microsoft Windows, PlayStation 4, Xbox One, OS X, Linux , Nintendo Switch |

- Datos: Q16625595